# Le Lynx à tifs
Le Lynx à tifs, renommé Le Lynx à partir du sixième numéro, est un fanzine de bande dessinée publié de 1981 à 1987 par Jean-Christophe Menu au sein de l'AANAL. De nombreux auteurs importants de la bande dessinée alternative des années 1990, comme Stanislas, Mattt Konture, Placid, Dupuy-Berbérian ou Menu y firent leurs débuts.

## Le plus luxueux des fanzines francophones
Le sixième numéro, paru début 1986, inaugure une nouvelle formule. Le Lynx à tifs devient simplement Le Lynx, atteint 96 pages, dont 16 en bichromie, et est publié sous couverture cartonnée. À côté des auteurs habituels, on trouve des interviews d'Yves Chaland et Édika, et de nombreux nouveaux auteurs. Avec ce numéro, Le Lynx s'impose comme le principal fanzine français, ce qui conduit Les Cahiers de la bande dessinée à conseiller dans leur 68e numéro de se le « procurer absolument ». Le septième numéro, sous une couverture de Francis Masse poursuit dans la même veine. Cependant, le succès n'est pas au rendez-vous et Menu met fin à l'AANAL. La plupart des auteurs du Lynx se retrouvent en 1990 dans Labo puis à partir de 1991 dans Lapin, la revue de L'Association.

### Sources
- La collection complète du Lynx à tifs.